# Stiftung für Engagement und Bildung
Die Stiftung für Engagement und Bildung e.V. (vorher: Stiftung Partnerschaft mit Afrika e.V.) mit Sitz in Potsdam fördert den interkulturellen Dialog zwischen den Ländern Subsahara-Afrikas und Deutschland, das zivilgesellschaftliche Engagement und eine nachhaltige partnerschaftliche Zusammenarbeit zwischen Akteuren in Deutschland und Afrika. Sie möchte mit Kindern und Jugendlichen in der schulischen und der außerschulischen Jugendarbeit, mit jungen Erwachsenen in Hochschulen sowie mit Erwachsenen das gesellschaftliche Engagement fördern, interkulturelle Kompetenzen aufbauen, Wissen vermitteln und u. a. die Jugendhilfe fördern.

## Geschichte

### Gründung
Gegründet wurde der Verein auf Initiative der Juristin Katja Böhler 2009 unter dem Namen "Go Africa ... Go Germany e. V.". 2012 hat sich dieser in "Stiftung Partnerschaft mit Afrika e.V." umbenannt. Von 2001 bis 2012 war Böhler freie Mitarbeiterin für die Bundeszentrale für politische Bildung; von 2004 bis 2006 koordinierte sie den Afrikaschwerpunkt der bpb "Fokus Afrika: Africome 2004–2006".

### Afrika-Initiative
2009 wurde Dirk Niebel Bundesentwicklungsminister. Er startete eine „Afrika-Initiative“ und delegierte diese an das Referat für Öffentlichkeitsarbeit seines Ministeriums. Niebels Staatssekretär Hans-Jürgen Beerfeltz machte Holger Ehmke, vormals Leiter des Fachbereichs "Politikferne Zielgruppen" bei der Bundeszentrale für politische Bildung, zum Referatsleiter der Öffentlichkeitsarbeit des Ministeriums. Trotz der Bewerbungen von 13 Mitarbeiterinnen und 9 Mitarbeitern des Bundesministeriums, fiel die Wahl auf Holger Ehmke. Das Ausschreibungsverfahren wurde abgebrochen, ohne den Bewerberinnen und Bewerbern einen Grund zu nennen. Ehmke und Böhler hatten bereits bei der Bundeszentrale für Politische Bildung zusammengearbeitet. Ehmke war auch im Vorstand der Stiftung Partnerschaft mit Afrika e.V. Hans-Jürgen Beerfeltz selbst war von 1992 bis 1995 Vizepräsident der Bundeszentrale für politische Bildung.
Parallel zu seiner Tätigkeit als Staatssekretär wurde Beerfeltz Ende 2010 in den Aufsichtsrat der damals neu gegründeten Gesellschaft für Internationale Zusammenarbeit berufen, aus deren Förderprogrammen der von Katja Böhler und Holger Ehmke gegründete Verein Stiftung Partnerschaft mit Afrika e.V. mehrere Zuwendungen erhielt. Die Entscheidung für die Stiftung Partnerschaft mit Afrika e.V. als Partnerorganisation von Entwicklungsinitiativen wurde von mehreren Abgeordneten des Bundestags scharf kritisiert. Der Vorgang führte zu mehreren schriftlichen und mündlichen Fragen im Bundestag. Während der mündlichen Befragung im Deutschen Bundestag räumte die damalige Parlamentarische Staatssekretärin im Bundesministerium für wirtschaftliche Zusammenarbeit und Entwicklung, Gudrun Kopp, ein, dass der Verein von September 2012 bis März 2013 einen Zuwendungsbescheid in Höhe von 1,148 Millionen Euro erhielt. Die Frankfurter Rundschau legt in einer durch die Otto-Brenner-Stiftung geförderten Recherche mit Verweis auf ein internes Gutachten des BMZ einen ersten Zuwendungsbetrag in Höhe von 893.000 Euro und einen anschließenden zweiten Betrag in Höhe von 2,73 Millionen Euro, die an den Verein geflossen sein sollen, nahe. Das gesamte Projekt hatte einen Umfang von 8 Millionen Euro.
Mit der Übernahme des Entwicklungsministeriums durch Minister Gerd Müller 2013 wurde ein neuer Afrika-Schwerpunkt zusammen mit der Afrikanischen Union initiiert; mit der Deutsch-Afrikanischen Jugendinitiative (DAJ) bei Engagement Global wurde ein neues Förderprogramm im eigenen Haus geschaffen. Die Förderrichtlinie lief von Ende Juni 2016 bis Ende 2020. Engagement Global beauftragte das Institut für Sozialforschung, Praxisberatung und Organisationsentwicklung GmbH (kurz: iSPO) mit der Evaluation der Förderlinie. Trotz des festgestellten Missverhältnisses von Aufwand und Nutzen empfahl das iSPO die Förderlinie "grundsätzlich unter Beibehaltung ihrer spezifischen Alleinstellungsmerkmale" fortzuführen.

### Nach 2013
2014 eröffnete der Verein in Kooperation das "Brandenburger Kultur- und Weinkontor". Von 2014 bis 2016 waren Katja Böhler und Alexander Schwartz die Geschäftsführer des Weinkontors. Schwartz war ebenfalls Stipendiat im Austauschprogramm "Go Africa... Go Germany". Ab 2016 bis zum Erlöschen und Verschmelzen mit seinem Vermögen war Holger Ehmke Alleingesellschafter. Während sich im Vorderhaus das Ladengeschäft befand, arbeitete der Verein in den Büroräumen dahinter. Holger Ehmke, der damals bereits im Vorstand der Stiftung für Partnerschaft mit Afrika e.V. war, ist mittlerweile Geschäftsführer des 2018 umbenannten Vereins Stiftung für Engagement und Bildung e.V. Im Jahr 2024 zog der Verein in seine neuen Geschäftsräume nach Golm (Potsdam).

## Kritik: Kind des "System Niebel"
Die Innenrevision des BMZ und Medien thematisierten die enge Verflechtung des Vereins mit der Ministerialschaft von Dirk Niebel. Der Verein war Hauptzuwendungsempfänger der "Afrika Initiative" zu der die taz schrieb, diese "diente in erster Linie politischen Weggefährten". Der Spiegel schrieb dazu, dass "der zuständige Referatsleiter Holger Ehmke bis vor kurzem mit Stiftungsfrau Katja Böhler bei der Bundeszentrale für Politische Bildung zusammengearbeitet" hat. Der Vorwurf der Vetternwirtschaft stand dabei im Raum. Beim Zustandekommen der Zuwendungsbescheide 2012 und 2013 wurden laut Thomas Silberhorn (CSU), Staatssekretär im Bundesministerium für wirtschaftliche Zusammenarbeit und Entwicklung, "Haushalts- bzw. Zuwendungsbestimmungen verletzt". Trotz der Verletzung dieser Bestimmungen waren die Zuwendungsbescheide rechtskräftig.
Im Oktober 2013 bestätigte ein Gutachten der Wirtschaftsprüfungsgesellschaft PricewaterhouseCoopers, dass der Verein durch fehlende Buchführung und Controlling nicht in der Lage sei, "eine ordnungsgemäße finanzielle Abwicklung des Zuschusses zu gewährleisten". Auf Medienanfrage teilte das Ministerium mit, inhaltliche Bedenken habe man nicht, schließlich hätten die Mitarbeiter reichlich Erfahrung. "Insofern sind Risiken durch eine Förderung nicht zu erkennen", resümiert damals ein BMZ-Sprecher.
Die Prüfer der Innenrevision des Ministeriums sahen sich den Fall im Jahr 2014 genauer an und kamen zu dem Schluss: „Im vorliegenden Fall wurde eine hohe Summe an einen in der entwicklungspolitischen Projektlandschaft unerfahrenen Zuwendungsempfänger zugewendet, der über keinerlei Eigenmittel und nur über sehr wenige Mitglieder verfügt.“ Die Prüfer vermerkten zur Verantwortlichkeit: „Erstzuwendung auf Leitungswunsch, gleichwohl rechtwidrig ergangen.“
Ute Koczy, Entwicklungspolitische Sprecherin von Bündnis 90/Die Grünen kritisierte 2013, dass es bereits zahlreiche Programme der GIZ und der KfW mit dem Ziel, das Afrikabild zu verändern gebe und „unnütz millionenschwere Doppelstrukturen geschaffen“ statt „die bestehenden Initiativen vor Ort gestärkt“ würden.
Der Vorgang führte zu einer Kleinen Anfrage im Februar 2013 im Bundestag der Abgeordneten Ute Koczy, Kerstin Müller, Thilo Hoppe und weiterer Abgeordneter und der Fraktion Bündnis 90/Die Grünen zur Arbeit der Stiftung Partnerschaft mit Afrika und der Verwendung von Bundesmittel durch sie.

## Organisation
Der Verein finanziert sich projektbezogen und beschäftigt seine Mitarbeiter je nach Länge der Projekte. Während der Afrika-Initiative waren zwischen 20 und 25 Mitarbeiter beschäftigt. Derzeit verfügt der Verein über vier Referenten, zwei studentische Hilfskräfte sowie einen Praktikanten für die Durchführung der Projekte und zwei Verwaltungskräfte (Verwaltung und Buchhaltung).

## Aktivitäten
Gemeinsam mit der Bundeszentrale für politische Bildung und dem Bundespräsidialamt entwickelte die Vorsitzende des Vereins das Programm "Go Africa… Go Germany…", ein Stipendienprogramm für Studierende und junge Absolventen und Berufstätige aus Deutschland und allen Regionen Afrikas. Das fünfwöchigen Austauschprogramm wurde vom ehemaligen Bundespräsidenten Horst Köhler im Rahmen seiner Partnerschaft mit Afrika initiiert. Die damalige Stiftung Partnerschaft mit Afrika e.V. erhielt aus diesem Stipendiatenprogramm 159.000 Euro. Böhler war Stipendiatin in seinem Programm. Böhler, Köhler und Holger Ehmke kennen sich auch aus diesem Kontext.
Deutsche und Menschen aus afrikanischen Ländern entwickelten das „Toolkit“ mit Werkzeugen zur besseren und einfacheren Umsetzung von partnerschaftlichen Kooperationsprojekten. Inhalte der Box sind Informationen zu günstigen Kommunikationsmöglichkeiten und Hilfsmittel für den Aufbau und die Organisation von gemeinsamen Projekten.
Der Verein hat sein Engagement auf schulische und außerschulische Projekte ausgeweitet und setzt sich dabei für „Toleranz und Vielfalt, für mehr zivilgesellschaftliches Engagement, das Verständnis globaler Zusammenhänge sowie für interkulturelle Begegnungen auf Augenhöhe ein“.